# تفشي الكوليرا في بابوا غينيا الجديدة 2009
تفشي الكوليرا في بابوا غينيا الجديدة 2009 كان انتشار الكوليرا على طول الساحل الشمالي لبابوا غينيا الجديدة. كان هذا أول تفشي للكوليرا في البلاد منذ 50 عامًا، وانتشر في جميع أنحاء البلاد من قريتين ساحليتين بالقرب من لاي إلى القرى المحيطة بـ مادانغ وإلى المناطق النائية على طول نهر سيبيك.

## التاريخ
بدأ تفشي المرض في مقاطعة موروبي في يوليو 2009، ولكن بحلول فبراير 2010 انتشر إلى مادانغ وشرق سيبيك، وفقًا لممثل منظمة الصحة العالمية إيجل سورنسن كان الانتشار السريع للمرض نتيجة لسوء الصرف الصحي للمياه، وسفر الأشخاص المصابين الذين لم تظهر عليهم الأعراض. ووفقًا لسورنسن فإن العديد من مناطق بابوا غينيا الجديدة غالبًا ما تكون مستوطنات مزدحمة أو ضواحي المدن التي لا توجد بها أنظمة صرف صحي مناسبة، وفرت «ظروفًا مثالية» لوباء الكوليرا على مستوى البلاد، وكان المرض «ينتشر تدريجياً» في جميع أنحاء البلاد.
تم تأكيد ما يقدر بنحو 2.000 حالة، لكن 50 شخصًا فقط ماتوا بسبب الوباء.